# Xantusia vigilis
Xantusia vigilis är en ödleart som beskrevs av den nordamerikanske zoologen  Spencer Fullerton Baird 1859. Xantusia vigilis ingår i släktet Xantusia, och familjen nattödlor. IUCN kategoriserar arten globalt som livskraftig.

## Underarter
Arten delas in i följande underarter:
- X. v. arizonae
- X. v. extorris
- X. v. gilberti
- X. v. sierrae
- X. v. utahensis
- X. v. vigilis
- X. v. wigginsi

## Utbredning
Xantusia sanchezi förekommer i Kalifornien, Nevada, Utah och Arizona i USA och i de mexikanska delstaterna Zacatecas och Baja California Sur.

## Bildgalleri

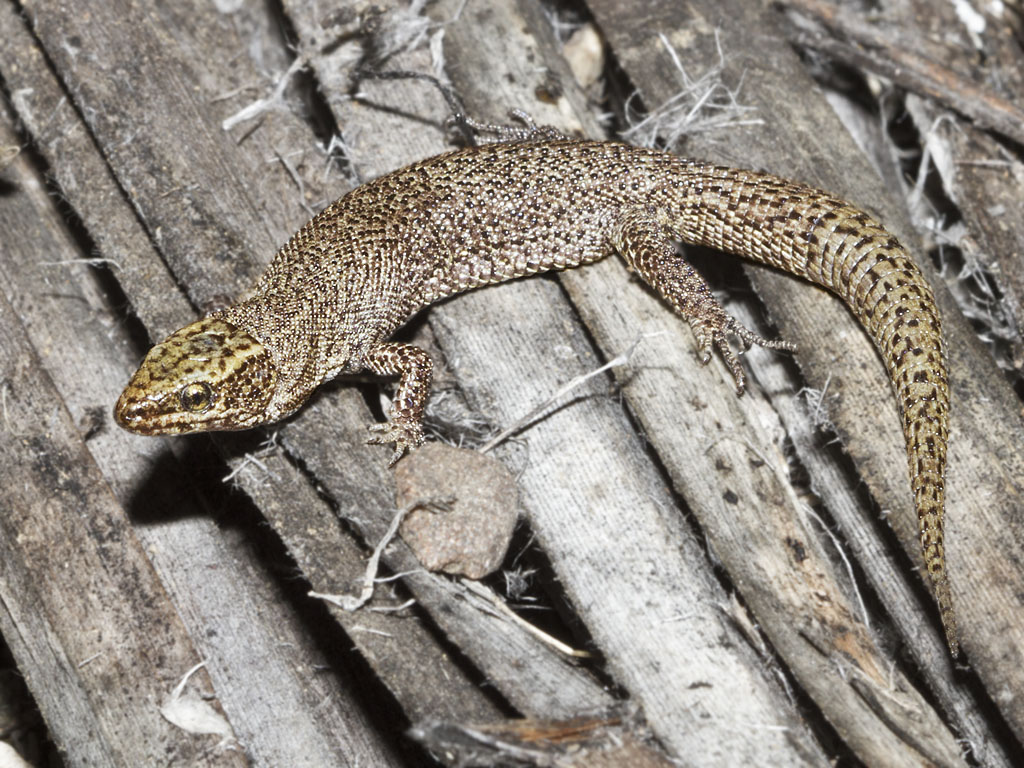